# Inoculation

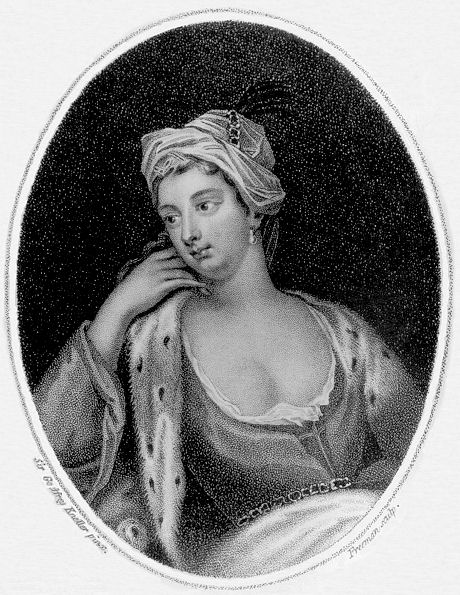
Mary Wortley Montagu
Première Anglaise à avoir fait
inoculer la variole à ses enfants
selon la technique ottomane
Gravure de
(1803)
d'après Godfrey Kneller
(ca 1720)

Le mot inoculation (du latin inoculatio, par l'anglais inoculation) a d'abord désigné la variolisation, procédé de traitement de la variole apporté d'Istanbul en Angleterre, au début du XVIIIe siècle et qui consistait à protéger le sujet d'une forme grave de cette maladie en le mettant en contact avec de la substance prélevée sur les vésicules d'une personne faiblement atteinte.

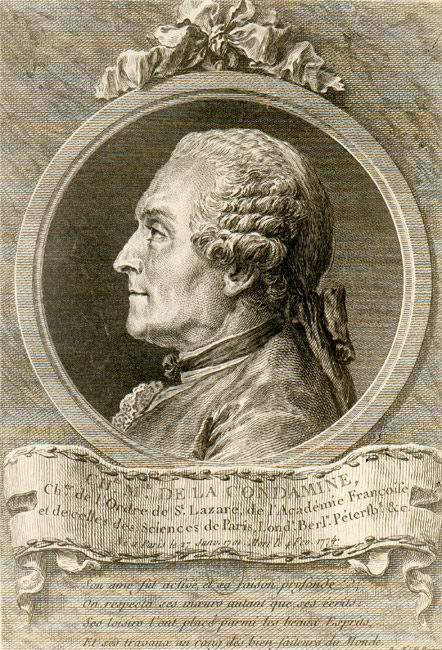
La Condamine
Gravure de Choffard (1768)
d'après Cochin le Jeune (1759)

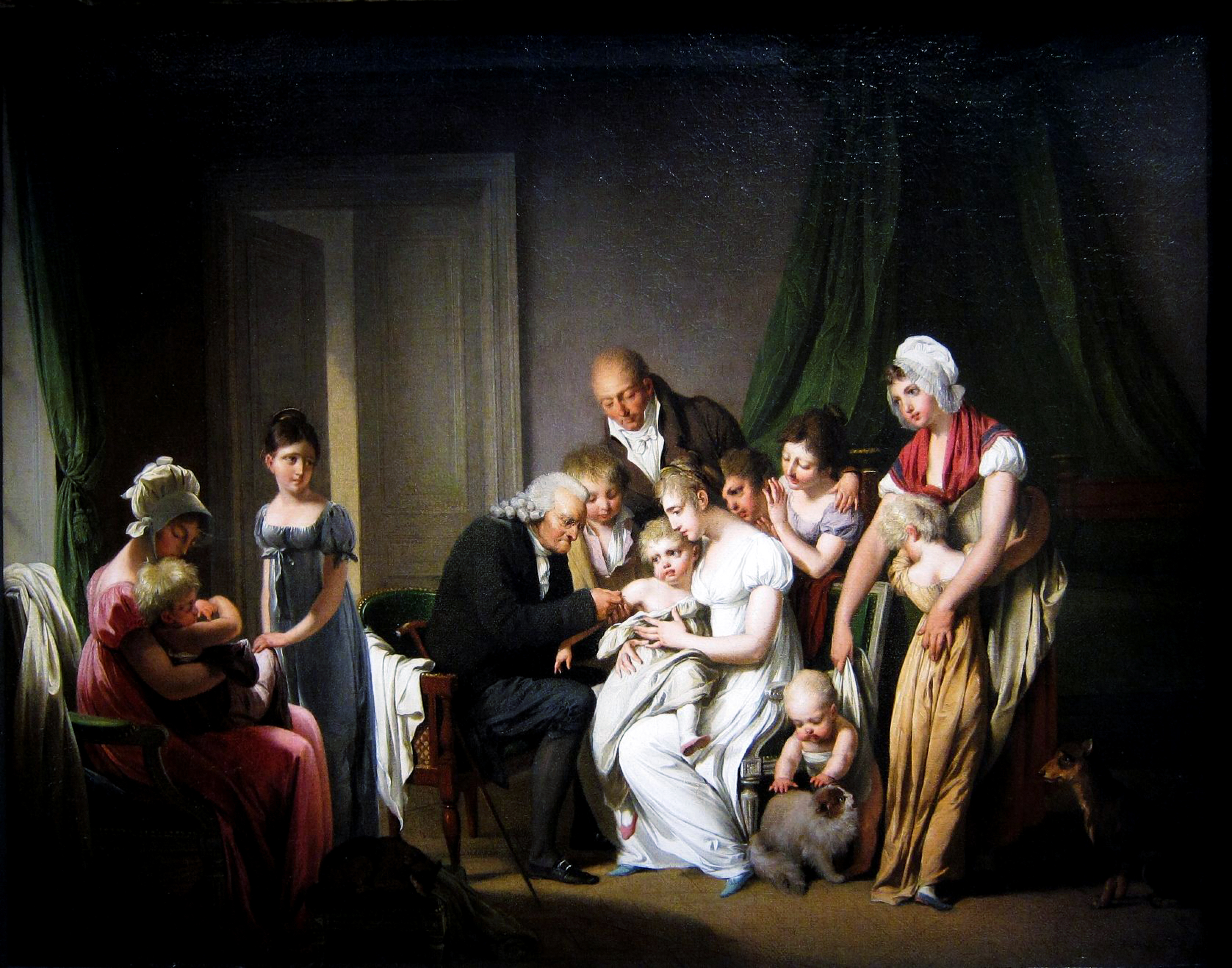
L'Inoculation
Louis Boilly (1807)

En France, ce n'est qu'à partir du milieu du XVIIIe siècle que s'est diffusée la pratique de la variolisation. La Condamine s'est battu pour son introduction, donnant en 1754, 1758 et 1765 trois mémoires à l'Académie des sciences sur « l'inoculation de la petite vérole,, ».
Par une première extension de son sens, le mot s'est appliqué à toute introduction d'un agent infectieux dans un organisme, du fait de l'intervention humaine et dans un but thérapeutique. Ainsi on parle d'abord de l'« inoculation de la vaccine », ou vaccination, méthode également préventive et qui a succédé à la variolisation. Ainsi, plus tardivement, et pour prendre cette fois un exemple de type curatif, de l'« inoculation du paludisme » dans le traitement de la syphilis par la malariathérapie.
Mais par la suite, le même mot en est venu à désigner l'introduction dans un organisme de tout agent pathogène, volontairement ou non, et du fait ou non de l'intervention humaine. En effet, l'agent peut  être un venin, une toxine ou un poison, inoculé par un animal aussi bien que par l'homme et, quand il l'est par l'homme, dans une tout autre intention que thérapeutique,.
L'inoculation de micro-organismes favorisant la croissance des plantes se pratique également sur les végétaux, dont on essaie par exemple d'augmenter la capacité à fixer l'azote en leur inoculant des bactéries du genre Rhizobium (biofertilisation).
L’inoculation psychologique utilise un mécanisme similaire à la vaccination pour protéger les attitudes et les croyances existantes chez les individus.

## Source
- « Inoculation », « Inoculer », Grand Larousse encyclopédique, vol. 6, 1962.